# Хуан Пабло Франсиско Лопес Пачеко
Хуан Пабло Франсиско Лопес-Пачеко и де Москосо (исп. Juan Pablo López Pacheco; 12 марта 1716, Мадрид — 27 апреля 1751, Мадрид) — испанский академик и дворянин, сеньор де Гарганта-ла-Олья с 1732 года, 11-й герцог Эскалона и гранд Испании (1746—1751).

## Биография
Родился 12 марта 1716 года в Мадриде. Второй (младший) сын Меркурио Антонио Лопес-Пачеко, 9-го герцога Эскалона (1679—1738), и Каталины Осорио де Москосо-и-Бенавидес, дочери дочери Луиса Москосо Осорио Месия де Гусман Мендоса и Рохас, 8-го граф Альтамира, и Марии де Бенавидес Понсе де Леон. Старший брат — Андрес Фернандес Пачеко-и-Осорио де Москосо, 10-й герцог Эскалона.
Он также был дворянином короля Фердинанда VI, генерал-капитаном армии, командиром Алькуэскара в Ордене Сантьяго и рыцарем Ордена Святого Януария.
10 июня 1738 года он поступил в Королевскую испанскую академию в качестве академика, заняв кафедру Q. 19 июля 1746 года он был избран директором Королевской испанской академии, заменив своего старшего брата Андреса, занимая эту должность до своей смерти в апреле 1751 года.

## Брак и потомство
10 ноября 1748 года он женился на своей племяннице Марии Ане Лопес Пачеко Толедо-и-Португаль (22 августа 1729 — 28 ноября 1768), 14-й маркизе Агилар-де-Кампоо, 8-й маркизе Фречилья, 8-й маркизе Элиседа, 17-й графине Кастаньеда, 11-й графине Алькаудете и 13-й графине Сан-Эстебан-де Гормас, дочери Андреса Лопеса Пачеко и Осорио де Москомо, 10-го герцога Эскалона, и Анны Марии Альварес де Толедо Португаль, 11-й графини Оропеса. От этого брака у него осталась дочь Петронила Пачеко и Лопес (22 августа 1751 — 14 августа 1754), умершая в детстве.